# شارپسبرگ (کارولینای شمالی)
شارپسبرگ (به انگلیسی: Sharpsburg) شهری در ایالت کارولینای شمالی کشور ایالات متحده آمریکا است که جمعیت آن در سرشماری سال ۲۰۱۰ میلادی، ۲٬۰۲۴ نفر بوده‌است.